# Johnny Douglas
John "Johnny" William Henry Tyler Douglas (Clapton, Londres, 3 de setembre de 1882 – davant la costa del far Læsø Trindel, Dinamarca, 19 de desembre de 1930) va ser un jugador de criquet, futbolista i boxejador anglès que va competir a primers del segle xx.
El 1908 va prendre part en els Jocs Olímpics de Londres, on guanyà la medalla d'or de la categoria del pes mitjà del programa de boxa, en guanyar la final contra Reginald Baker. Anteriorment, el 1905, havia guanyat el títol de l'ABA de 1905. Entre el 1911 i 1925 jugà amb l'equip nacional anglès de criquet, del qual fou capità en 18 ocasions.
Va morir en un naufragi al davant la costa del far Læsø Trindel, Dinamarca, junt al seu pare i vint passatgers més mentre tornaven de Finlàndia de comprar fusta.